# Оидо (станция метро)
«Оидо» (кор. 오이도역) — конечная (для обеих линий) пересадочная наземная станция Сеульского метро на линиях Четвёртой (ветка Ансан) и Суинсон; это одна из двух станций на территории Сыхина (все на одной линии). Она представлена двумя островными платформамиː по одной для двух линий. Станция обслуживается корпорацией железных дорог Кореи (Korail). Расположена в квартале Чонван-дон (адресː 878 Jeongwang-dong, 430 Yeokjeonno) в городе Сихын (провинция Кёнгидо, Республика Корея). На станции установлены платформенные раздвижные двери.
Пассажиропоток — 7 631 чел/день (на 2014 год).
Введена в эксплуатацию в составе участка Синилончхон—Оидо, как часть ветки Ансан 4 линии, 28 июля 2000 года; на линии Суинсон — 30 июня 2012 года.
Это одна из 14 станций ветки Ансан (Ansan Line) Четвёртой линии, которая включает такие станцииː Кымджон (443), Санбон, Сурисан, Дэями, Банвол, Саннокку, Университет Ханян в Ансане, Чунан, Коджан, Чходжи, Ансан, Синилончхон, Чонван, Оидо (456). Длина линии — 26 км. Интеграция в систему Сеульского метрополитена, осуществляемая в период 1995—2012 года, и вновь открытие реконструированной линии Суинсон позволило соединить город Сихын с Инчхоном.
Вместе со станцией Чонван, обслуживает промышленный район Сихва (города Сихын).